# استرابری سوئیچ‌بلید
استرابری سوئیچ‌بلید (به انگلیسی: Strawberry Switchblade) گروهٔ دونفرهٔ پاپ اسکاتلندی بود که در سال ۱۹۸۱ توسط رز مک‌داول و جیل برایسون در گلاسگو بنیان نهاده شد. این گروه بیشتر به خاطر ترانه «از دیروز» که در سال ۱۹۸۵ منتشر شده بود و لباس و پوشش‌های گوتیک شعله‌سان خود با پاپیون و خال‌خال شناخته می‌شدند.